# Canções de Limiar
Canções de Limiar foi o livro de estreia da escritora brasileira Lya Luft, publicado originalmente em 1964. Foi premiado em concurso de poesia organizado pelo Instituto Estadual do Livro do Rio Grande do Sul.

## Poemas
- Esboço
- Inquietação
- Poesia
- Espelho
- Noturno
- Insônia
- Chamado
- Sutil
- Intuição
- Euforia
- Forbidden
- Atroz
- Separação
- Fuga
- Viagem
- Improviso
- Melancolia
- Insular
- Ogiva
- Inominada
- Diálogo
- Identidade
- Recôndita
- Cantiga de Puro Amor
- Difusa
- Limite
- Libertação
- Rio
- Remanescente
- Definitiva